# Zorzines purpureofascia
Zorzines purpureofascia är en fjärilsart som beskrevs av Inoue 1982. Zorzines purpureofascia ingår i släktet Zorzines och familjen nattflyn. Inga underarter finns listade i Catalogue of Life.